# The Wall
The Wall – album koncepcyjny w postaci rock opery brytyjskiej grupy rockowej Pink Floyd, wydany w 1979 roku, w Polsce znany również pod tłumaczeniem tytułu jako Ściana. Na podstawie albumu powstał film Pink Floyd – The Wall w reżyserii Alana Parkera.
Album okazał się jednym z najlepiej sprzedających się w historii muzyki rockowej (23-krotna platynowa płyta) i wywarł znaczny wpływ na muzyków z kręgu rocka.
W 2003 album został sklasyfikowany na 87. miejscu listy 500 albumów wszech czasów magazynu „Rolling Stone”.

## Charakterystyka albumu
Według zamysłu Rogera Watersa, który stał się „dyktatorem” grupy, The Wall miał być protestem przeciw rockowym koncertom stadionowym, wyobcowaniu artysty rockowego oraz metaforycznemu murowi, który odizolował go od publiczności. W trakcie pisania tekstów i komponowania muzyki temat rozwinął się i muzyka powiedziała znacznie więcej.
The Wall jest operą rockową, opartą w dużej części na wątkach autobiograficznych Rogera Watersa. Historia opowiada o życiu rockowego muzyka o pseudonimie Pink (od nazwiska Pinkerton). Utwór „Mother” ukazuje dzieciństwo chłopca wychowywanego przez samotną, nadopiekuńczą matkę; ojciec, którego Pink nigdy nie znał, zginął na wojnie we Włoszech podobnie jak ojciec Watersa (utwór „Another Brick in the Wall, Part 1” – „Kolejna cegła w murze”). „Another Brick in the Wall, Part 2”, opowiadający o zimnej, nieludzkiej i nieprzyjaznej szkole, w której uczniowie maszerują sztywno podobni do robotów-androidów, stał się jednym z najpotężniejszych i najbardziej znanych protest songów rockowych. O zwodniczym poczuciu siły, jaką daje młodość i rock and roll, opowiada „Young Lust”; o nieudanych, kalekich uczuciowo związkach małżeńskich oraz obyczajowych ekscesach – „One of My Turns”; o utracie młodzieńczych ideałów – „Goodbye Blue Sky”.
Kolejne utwory opowiadają o rosnącym, cegła za cegłą, murze odgradzającym muzyka od świata. Waters porównuje całe to życie do chodzenia po cienkim lodzie – „The Thin Ice”, gdzie każdy krok może spowodować załamanie. Pierwsza część albumu kończy się piosenką „Goodbye Cruel World” („Żegnaj, okrutny świecie”), która jest deklaracją ucieczki od pustego życia, samobójstwa.
Drugą płytę albumu otwiera ballada „Hey You”, w której bohater opowieści śpiewa do samego siebie, tego z drugiej strony muru. Jest jego powrotem do życia, a jednocześnie do koszmaru, jaki szykuje mu jego wyobraźnia - makabrycznej fantasmagorii, w której Pink, niczym bohater Kafki, poddawany jest koszmarowi procesu w „The Trial”, jaki szykuje mu jego własne szaleństwo.
Druga płyta zawiera kilka utworów zasługujących na szczególną uwagę: obok „Hey You”, jest to „Comfortably Numb”, zawierający spektakularne solo gitarowe Gilmoura, oraz „Run Like Hell”, który jest ostatnią próbą wyrwania się bohatera z matni ogarniającego go szaleństwa. W finałowej scenie Pink zostaje skazany na zburzenie muru z taką pieczołowitością budowanego i powrót do życia. Mimo wszystko The Wall kończy się optymistycznym akcentem. Co prawda świat bohatera zostaje pogrzebany odłamkami walącej się ściany, lecz jednak okazuje się, że poza nią toczy się normalne życie. Ten optymizm jest jednak połowiczny. W ostatnich sekundach „Outside the Wall” słychać „isn’t it where…” (czy to nie tu…), natomiast na początku albumu, w pierwszych sekundach „In the Flesh?” można usłyszeć „…we came in” (…zaczęliśmy). Obrazuje to cykliczność albumu, ukazanie niezniszczalności muru – raz zburzony będzie nadal rósł.
The Wall była olbrzymim sukcesem grupy. Album został najlepiej sprzedającą się podwójną płytą w historii muzyki rockowej. Płyta poza dwoma utworami, w których komponowaniu wziął udział Gilmour, była autorskim dziełem Watersa. Pierwszy też raz od czasów Atom Heart Mother zastosowano aranżacje orkiestrowe. Na płycie prawie nieobecne były instrumenty klawiszowe (jak się potem okazało, w czasie nagrywania płyty Richard Wright został wykluczony z grupy z powodu jego pogłębiającego się konfliktu z Watersem). Album okazał się być jednym z kamieni milowych, jeśli nie grupy, która w tym czasie już się rozpadała, to na pewno muzyki rockowej.
Album w Polsce osiągnął certyfikat platynowej płyty, a jego reedycja z 2011 – dwukrotnie platynowej płyty.

## Lista utworów
CD 1
| Nr  | Tytuł                                        | Długość |
| --- | -------------------------------------------- | ------- |
| 1.  | „In the Flesh?” (Waters)                     | 3:19    |
| 2.  | „The Thin Ice” (Waters)                      | 2:27    |
| 3.  | „Another Brick in the Wall, Part 1” (Waters) | 3:21    |
| 4.  | „The Happiest Days of Our Lives” (Waters)    | 1:46    |
| 5.  | „Another Brick in the Wall, Part 2” (Waters) | 4:00    |
| 6.  | „Mother” (Waters)                            | 5:36    |
| 7.  | „Goodbye Blue Sky” (Waters)                  | 2:45    |
| 8.  | „Empty Spaces” (Waters)                      | 2:10    |
| 9.  | „Young Lust” (Gilmour/Waters)                | 3:25    |
| 10. | „One of My Turns” (Waters)                   | 3:35    |
| 11. | „Don’t Leave Me Now” (Waters)                | 4:16    |
| 12. | „Another Brick in the Wall, Part 3” (Waters) | 1:14    |
| 13. | „Goodbye Cruel World” (Waters)               | 1:13    |

CD 2
| Nr  | Tytuł                                  | Długość |
| --- | -------------------------------------- | ------- |
| 1.  | „Hey You” (Waters)                     | 4:40    |
| 2.  | „Is There Anybody Out There?” (Waters) | 2:44    |
| 3.  | „Nobody Home” (Waters)                 | 3:26    |
| 4.  | „Vera” (Waters)                        | 1:35    |
| 5.  | „Bring the Boys Back Home” (Waters)    | 1:21    |
| 6.  | „Comfortably Numb” (Gilmour/Waters)    | 6:24    |
| 7.  | „The Show Must Go On” (Waters)         | 1:36    |
| 8.  | „In the Flesh” (Waters)                | 4:13    |
| 9.  | „Run Like Hell” (Gilmour/Waters)       | 4:19    |
| 10. | „Waiting For The Worms” (Waters)       | 4:04    |
| 11. | „Stop” (Waters)                        | 0:30    |
| 12. | „The Trial” (Ezrin/Waters)             | 5:13    |
| 13. | „Outside the Wall” (Waters)            | 1:41    |

## Twórcy
- David Gilmour – gitara, gitara basowa (w „Hey You”), śpiew
- Nick Mason – perkusja
- Roger Waters – gitara basowa, gitara, śpiew, syntezator VCS3, gitarowe efekty echa, efekty pozamuzyczne, oprawa graficzna
- Richard Wright – instrumenty klawiszowe
- Bob Ezrin – aranżacje orkiestrowe
- Michael Kamen – aranżacje orkiestrowe
- Jeff Porcaro – perkusja (w „Mother”)
- Gerald Scarfe – oprawa graficzna